# Partido Justicialista
Partido Justicialista (el. Partido Justicialista) er et peronistisk politisk parti i Argentina. Det bliver ledet af Eduardo Camaño. Den nuværende præsident Cristina Fernández de Kirchner og de tidligere Néstor Kirchner og Carlos Menem er medlemmer.
Partiet blev dannet i 1946 af Juan Peron. Det blev bandlyst fra at deltage i valg fra 1955, da Frihedsrevolutionen kuppede Peron, til 1973 hvor Peron kom tilbage til Argentina, efter at have været i eksil i Spanien.

## Ekstern henvisning
Partiets officielle hjemmeside (på spansk) Arkiveret 26. januar 2009 hos  Wayback Machine
| Politisk parti | Spire Denne artikel om et politisk parti eller gruppe er en spire som bør udbygges. Du er velkommen til at hjælpe Wikipedia ved at udvide den. |

34°36′40″S 58°24′00″V / 34.6112°S 58.4001°V